# عمار عبدالحسین
عمار عبدالحسین (عربی: عمار عبد الحسين أحمد الأسدي؛ زادهٔ ۱۳ فوریهٔ ۱۹۹۳) یک بازیکن فوتبال اهل عراق است.
از باشگاه‌هایی که در آن بازی کرده‌است می‌توان به نجف، الشرطه، و اربیل، الشرطه، و تیم ملی فوتبال عراق اشاره کرد.
وی همچنین در تیم‌های ملی فوتبال Iraq U-20 Iraq U-23 تیم ملی فوتبال عراق بازی کرده است.